# Gouvernement Figl II
 (août 2023).
Si vous disposez d'ouvrages ou d'articles de référence ou si vous connaissez des sites web de qualité traitant du thème abordé ici, merci de compléter l'article en donnant les références utiles à sa vérifiabilité et en les liant à la section « Notes et références ».
IIe République d'Autriche
Figl I Figl III
Le gouvernement Figl II (en allemand : Bundesregierung Figl II) est le gouvernement fédéral de la République d'Autriche entre le 8 novembre 1949 et le 28 octobre 1952, durant la deuxième législature du Conseil national.

## Historique du mandat
Dirigé par le chancelier fédéral conservateur sortant Leopold Figl, ce gouvernement est constitué et soutenu par une « grande coalition » entre le Parti populaire autrichien (ÖVP) et le Parti socialiste d'Autriche (SPÖ). Ensemble, ils disposent de 144 députés sur 165, soit 87,3 % des sièges du Conseil national.
Il est formé à la suite des élections législatives du 9 octobre 1949.
Il succède donc au gouvernement Figl I, constitué et soutenu par une coalition identique.

### Formation
Au cours du scrutin parlementaire, l'ÖVP reste la première force politique autrichienne mais il enregistre un recul qui lui fait perdre sa majorité absolue en sièges. Il décide alors de reconduire son alliance, formée deux ans auparavant, avec le SPÖ, qui réalise également des pertes à l'occasion de ces élections.
Le 8 novembre, le président fédéral Karl Renner nomme Leopold Figl chancelier fédéral, qui forme aussitôt son deuxième gouvernement de dix ministres fédéraux, soit quatre de moins que le précédent. En effet le poste de ministre fédéral sans portefeuille, le ministère fédéral de l'Approvisionnement, le ministère fédéral de la Protection du patrimoine et le ministère fédéral de l'Électrification sont supprimés tandis que le ministère fédéral des Transports prend la compétence sur les entreprises nationalisées.
Le président Renner, en fonction depuis décembre 1945, meurt à l'âge de 80 ans le 31 décembre 1950. Conformément à la Constitution fédérale de 1920, Figl assume l'intérim des fonctions présidentielles. Au second tour de l'élection présidentielle anticipée des 6 et 27 mai 1951, le maire socialiste de Vienne Theodor Körner est élu avec 52 % des voix face au gouverneur conservateur de Haute-Autriche Heinrich Gleißner.

### Succession
À la suite d'un désaccord budgétaire en octobre 1952, le gouvernement démissionne mais le président Körner renomme Figl dans ses fonctions, qui forme alors son troisième gouvernement.

## Composition

### Initiale (8 novembre 1949)
- Par rapport au gouvernement Figl I, les nouveaux ministres sont indiqués en gras, ceux ayant changé d'attributions en italique.

| Fonction                                                         | Titulaire | Titulaire        | Parti |
| ---------------------------------------------------------------- | --------- | ---------------- | ----- |
| Chancelier fédéral                                               |           | Leopold Figl     | ÖVP   |
| Vice-chancelier                                                  |           | Adolf Schärf     | SPÖ   |
| Ministre fédéral des Affaires étrangères                         |           | Karl Gruber      | ÖVP   |
| Ministre fédéral de l'Intérieur                                  |           | Oskar Helmer     | SPÖ   |
| Ministre fédéral de la Justice                                   |           | Otto Tschadek    | SPÖ   |
| Ministre fédéral de l'Enseignement                               |           | Felix Hurdes     | ÖVP   |
| Ministre fédéral de la Sécurité sociale                          |           | Karl Maisel      | SPÖ   |
| Ministre fédéral des Finances                                    |           | Eugen Margarétha | ÖVP   |
| Ministre fédéral de l'Agriculture et des Forêts                  |           | Josef Kraus      | ÖVP   |
| Ministre fédéral du Commerce et de la Reconstruction             |           | Ernst Kolb       | ÖVP   |
| Ministre fédéral des Transports et des Entreprises nationalisées |           | Karl Waldbrunner | SPÖ   |

### Remaniement du23 janvier 1952
- Les nouveaux ministres sont indiqués en gras, ceux ayant changé d'attributions en italique.

| Fonction                                                         | Titulaire | Titulaire                           | Parti |
| ---------------------------------------------------------------- | --------- | ----------------------------------- | ----- |
| Chancelier fédéral                                               |           | Leopold Figl                        | ÖVP   |
| Vice-chancelier                                                  |           | Adolf Schärf                        | SPÖ   |
| Ministre fédéral des Affaires étrangères                         |           | Karl Gruber                         | ÖVP   |
| Ministre fédéral de l'Intérieur                                  |           | Oskar Helmer                        | SPÖ   |
| Ministre fédéral de la Justice                                   |           | Otto Tschadek (jusqu'au 16/09/1952) | SPÖ   |
| Ministre fédéral de la Justice                                   |           | Josef Gerö                          | Sans  |
| Ministre fédéral de l'Enseignement                               |           | Ernst Kolb                          | ÖVP   |
| Ministre fédéral de la Sécurité sociale                          |           | Karl Maisel                         | SPÖ   |
| Ministre fédéral des Finances                                    |           | Reinhard Kamitz                     | ÖVP   |
| Ministre fédéral de l'Agriculture et des Forêts                  |           | Franz Thoma                         | ÖVP   |
| Ministre fédéral du Commerce et de la Reconstruction             |           | Josef C. Böck-Greissau              | ÖVP   |
| Ministre fédéral des Transports et des Entreprises nationalisées |           | Karl Waldbrunner                    | SPÖ   |